# Éleuthère Irénée du Pont de Nemours
Éleuthère Irénée du Pont de Nemours, urodzony jako Éleuthère Irénée du Pont (ur. 24 czerwca 1771 w Paryżu, zm. 31 października 1834 w Filadelfii) – amerykański chemik i przemysłowiec francuskiego pochodzenia. Syn Samuela DuPonta, francuskiego polityka, zegarmistrza królewskiego w Paryżu. Założyciel przedsiębiorstwa E. I. du Pont de Nemours and Company, znanego współcześnie jako DuPont.
W 1791 r. jego ojciec założył w Paryżu drukarnię, którą później zarządzał Éleuthère Irénée du Pont. W listopadzie 1792 rozpoczął wydawanie czasopisma Le Républicain universel, które następnie przekształcił w Le Républicain français. W 1793 r. drukował m.in. prace Antoine'a Lavoisiera i Francuskiej Akademii Nauk. W 1794 r. jego ojciec został aresztowany i Éleuthère Irénée du Pont kontynuował prowadzenie drukarni samodzielnie. Została ona sprzedana w maju 1799 r.
10 sierpnia 1792 r. podczas rewolucji francuskiej wraz z ojcem bronił Ludwika XVI i Marii Antoniny przeciwko zbuntowanemu tłumowi. Po przewrocie 9 thermidora 1794 r. został wspólnikiem Étienne’a Mejana w redakcji l’Historien. 
W 1797 r. został aresztowany i przebywał wraz z ojcem w więzieniu La Force w Paryżu. Drukarnia została w tym czasie splądrowana, a maszyny zniszczone. Po zwolnieniu wznowił działalność drukarni, wydając m.in. w marcu 1799 r. 8-tomowe dzieło La Rochefoucauld-Liancourt's Voyage dans les Etats-Unis d’Amérique fait en 1795, 1796 et 1797. Wkrótce potem, 2 października, wraz z rodziną wypłynął do USA.
Po przybyciu do Ameryki 3 stycznia 1800 r., jego ojciec utworzył stowarzyszenie w celu kupna koncesji na terytorium zachodniej Wirginii i Kentucky. Koncesja, o którą zabiegał należała do tego samego typu, co rolnicza kolonia Azyl, założona w 1793 r.w Pensylwanii przez francuskich uciekinierów z Saint-Domingue. Du Pont de Namours poszukiwał wsparcia u paryskich inwestorów, jednak nie zdołał wykupić koncesji z powodu wygórowanej ceny. 
Na początku 1800 r. przybył do stanu Rhode Island z bratem Victorem, ojcem i dziesięcioma innymi członkami stowarzyszenia. Ostatecznie osiedlili się w Wilmington, w stanie Delaware, wraz z przyjacielem, pułkownikiem Toussardem. W 1801 r. założył przedsiębiorstwo E. I. du Pont de Nemours & Co., które w 1802 r. uruchomiło fabrykę prochu w pobliżu Wilmington. Przedsiębiorstwo to znane jest współcześnie jako koncern DuPont. W 2021 r. znalazło się ono na  144. miejscu na liście Fortune 500.